# Equus caballus torralbae
Sous-espèce
Equus caballus torralbae est une sous-espèce préhistorique du Cheval (Equus caballus), découverte dans le gisement acheuléen de Torralba en Espagne.

## Systématique
La sous-espèce Equus caballus torralbae a été décrite en 1977 par le paléontologue français François Prat (d) (1924-2007).

## Publication originale
- François Prat, « L’Équidé du gisement acheuléen de Torralba (Soria, Espagne) : Equus caballus torralbae nov. subsp. Recherches françaises sur le Quaternaire », Supplément au Bulletin de l’Association Française pour l’Étude du Quaternaire, 1, n° 50,,‎ 1977, p. 33-46